# Піхотний батальйон
Піхо́тний батальйон — основний загальновійськовий тактичний підрозділ в піхоті збройних сил держав, який був призначений для виконання тактичних завдань у складі загальновійськового формування (піхотний полк, піхотна бригада, піхотна дивізія) Сухопутних військ в різних умовах.
Спочатку термін батальйон означав певний порядок побудови військ (сил) для бою (битви). Так, в 14-15 ст. назва піхотний батальйон відносилася до великої маси піхоти, побудованої для бою зімкнутим квадратом. У 17 столітті цей бойовий порядок розчленовується на складові частини різної величини (катерви, терції), які вже й стали називатися піхотними батальйонами. Їх склад був непостійний (від 1 до 10 тис. чоловік). Наприкінці 17 століття батальйон мав більш постійний склад (від 800 до 1000 чоловік). Аж до середини XX століття піхотний батальйон вважалася основною тактичною одиницею військ. У ході зростання впливу механізації та моторизації збройних сил у 1950-і рр. багато країн почали запроваджувати термін «механізований», «моторизований», «мотострілецький» тощо батальйони. У Червоній армії еквівалентом піхотного батальйону був «стрілецький батальйон».
Організаційно-штатна структура піхотних батальйонів змінювалася в залежності від часу, розвитку засобів вогневого ураження, зв'язку та комунікації, транспортних можливостей підрозділу тощо.
Наприклад, британський піхотний батальйон зразка середини XX століття був мінімальною тактичною одиницею і складався з штабу, штабної роти, роти підтримки і чотирьох піхотних рот. Штабна рота включала штаб, взвод зв'язку і адміністративний взвод. Рота підтримки складалася з штабу, взводу тридюймових мінометів, взводу універсальних тягачів, протитанкового і інженерного взводів. У кожній піхотній роті був штаб і три піхотні взводи, які мали наскрізну нумерацію по батальйону. На рівні взводу штаб (що мав в своєму розпорядженні дводюймовий міномет і протитанкове озброєння) командував трьома піхотними відділеннями. Кожному відділенню з семи чоловік додавалася кулеметна група: три чоловіка з кулеметом Брен.

## Зовнішні джерела
- Британская армия 1939–1945. Северо-Западная Европа Пехотный батальон[недоступне посилання з листопадаа 2019]
- Пехотный и мотопехотный батальоны